# Dykasteria ds. Instytutów Życia Konsekrowanego i Stowarzyszeń Życia Apostolskiego
Dykasteria ds. Instytutów Życia Konsekrowanego i Stowarzyszeń Życia Apostolskiego (łac. Dicasterium pro Institutis Vitae Consecratae et Societatibus Vitae Apostolicae) – wchodzi jako aparat administracyjny w skład Kurii Rzymskiej, działający przy
Stolicy Apostolskiej. Do kompetencji dykasterii należą sprawy, dotyczące: zgromadzeń zakonnych, instytutów życia konsekrowanego oraz stowarzyszeń życia apostolskiego.

## Obecny zarząd dykasterii
- Prefekt: s. Simona Brambilla IMC[1] (od 6 I 2025)
- Pro-prefekt: kard. Ángel Fernández Artime SDB[1] (od 6 I 2025)
- Sekretarz: s. Tiziana Merletti SFP (od 22 V 2025)
- Podsekretarz: s. Carmen Ros Nortes NCS[2] (od 23 II 2018)
- Podsekretarz: o. Aitor Jiménez Echave CMF[3] (od 29 II 2024)

## Historia
W 1586 Sykstus V na mocy Motu proprio Romanus Pontifex utworzył kongregację ds. zakonów. Kongregacja została potwierdzona w 1588 konstytucją apostolską Immensa Aeterni Dei. W 1601 papież Klemens VIII połączył kongregację z kongregacją ds. Biskupów. Ponownie, mocą konstytucji Sapienti Consilio wyodrębnił kongregację papież Pius X w 1908 roku. Nosiła ona nazwę Kongregacji ds. zakonów.
Po Soborze Watykańskim II, papież Paweł VI zmienił jej nazwę na Kongregacja ds. Zakonów i Instytutów Świeckich.  Jan Paweł II zmienił jej nazwę na "Kongregacja ds. Instytutów Życia Konsekrowanego i Stowarzyszeń Życia Apostolskiego" konstytucją Pastor Bonus w 1988, natomiast w 2022 papież Franciszek zmienił w nazwie słowo "Kongregacja" na "Dykasteria" konstytucją "Praedicate evangelium".
Od stycznia 2025 funkcję prefekta pełni siostra zakonna, jako pierwsza kobieta w Kurii Rzymskiej – Simona Brambilla IMC, natomiast funkcję pro-prefekta pełni kardynał Angel Fernandez Artime SDB.

## Dotychczasowy zarząd Dykasterii

### Prefekci Kongregacja ds. Spraw Zakonnych (1908–1967)
- 1908–1913: kard. José de Calasanz Vives y Tuto OFMCap
- 1913–1915: kard. Ottavio Cagiano de Azevedo
  - pro-prefekt (1913)
- 1916: kard. Domenico Serafini OSB
- 1916–1917: kard. Diomede Falconio OFM
- 1917–1918: kard. Giulio Tonti
- 1918–1920: kard. Raffaele Scapinelli di Léguigno
- 1920–1922: kard. Teodoro Valfré di Bonzo
- 1922–1928: kard. Camillo Laurenti
- 1928–1935: kard. Alexis-Henri-Marie Lépicier OSM
- 1935–1943: kard. Vincenzo Lapuma
  - pro-prefekt (1935)
- 1945–1950: kard. Luigi Lavitrano
- 1950–1953: kard. Clemente Micara
- 1953–1963: kard. Valerio Valeri
- 1963–1973: kard. Ildebrando Antoniutti

### Prefekci Kongregacja ds. Instytutów Zakonnych i Świeckich (1967–1988)
- 1967–1973: kard. Ildebrando Antoniutti
- 1973–1975: kard. Arturo Tabera Araoz CMF
- 1976–1984: bł. kard. Eduardo Francisco Pironio
  - pro-prefekt (1975–1976)
- 1985–1992: kard. Jean Jérôme Hamer OP
  - pro-prefekt (1984–1985)

### Prefekci Kongregacji ds. Instytutów Życia Konsekrowanego i Stowarzyszeń Życia Apostolskiego (1988–2022)
- 1988–1992: kard. Jean Jérôme Hamer OP
- 1992–2004: kard. Eduardo Martínez Somalo
- 2004–2011: kard. Franc Rodé CM
- 2011–2025: kard. João Braz de Aviz

### Prefekci Dykasterii ds. Instytutów Życia Konsekrowanego i Stowarzyszeń Życia Apostolskiego (od 2022)
- 2022–2025: kard. João Braz de Aviz
- od 2025: s. Simona Brambilla IMC
  - od 2025: kard. Angel Fernandez Artime SDB, proprefekt

### Sekretarze
- 1910–1916: kard. Donato Sbarretti
- 1916–1918: abp Adolfo Turchi
- 1918–1925: o. Mauro Serafini OSB
- 1925–1935: kard. Vincenzo Lapuma
- 1935–1950: abp Luca Ermenegildo Pasetto OFMCap
- 1950–1959: kard. Arcadio María Larraona CMF
- 1959–1967: kard. Paul-Pierre Philippe OP
- 1967–1969: abp Antonio Mauro
- 1969–1971: abp Edward Louis Heston CSC
- 1971–1984: kard. Paul Augustin Mayer OSB
- 1984–1990: kard. Vincenzo Fagiolo
- 1990–1996: kard. Francisco Javier Errázuriz Ossa I.SchP
- 1996–2006: abp Piergiorgio Silvano Nesti CP
- 2006–2009: abp Gianfranco Gardin OFMConv.
- 2010–2012: kard. Joseph William Tobin CSsR
- 2013–2023: abp José Rodríguez Carballo OFM
- 2023–2025: s. Simona Brambilla IMC
- od 2025: s. Tiziana Merletti SFP

### Podsekretarze
- 1907–1911: kard. Oreste Giorgi
- 1911–1915: abp Francesco Cherubini
- 1915–1925: kard. Vincenzo Lapuma
- 1925–1935: ks. Enrico Caiazzo
- 1935–1943: ks. Vincenzo Padovani
- 1943–1950: kard. Arcadio María Larraona CMF
- 1950–1956: abp Giovanni Battista Scapinelli di Léguigno
- 1956–1958: kard. Pietro Palazzini
- 1958–1971: ks. Giovanni Battista Verdelli
- 1967–1971: o. Dorio-Marie Huot SMM
- 1972–1984: o. Basil Mary Heiser OFMConv.
- 1972–1983: o. Elio Gambari SMM
  - podsekretarz pomocniczy
- 1974–1988: ks. Mario Albertini
- 1984–2004: o. Jesús Torres Llorente CMF
- 1986–1992: bp Joseph Anthony Galante
- 1988–2003: ks. Juan José Dorronsoro Allo
- 2003: bp Josef Clemens
- 2004–2011: s. Enrica Rosanna FMA
- 2004–2007: abp Vincenzo Bertolone SdP
- 2008–2018: o. Sebastiano Paciolla OCist.
- 2011–2018: s. Nicoletta Vittoria Spezzati ASC
- 2018–2023: o. Pier Luigi Nava SMM
- od 2018: s. Carmen Ros Nortes NCS
- od 2024: o. Aitor Jiménez Echave CMF

## Dokumenty
- Verbi sponsa. Instrukcja o życiu kontemplacyjnym i klauzurze mniszek (13 maja 1999 r.). Pallotinum, 1999, s. 37. ISBN 83-7014-355-5.. W wersji angielskiej jest dostępna w internecie: VERBI SPONSA – Instruction on the Contemplative Life and on the Enclosure of Nuns. [dostęp 2011-11-21]. (ang.).